# La Mal Coiffée

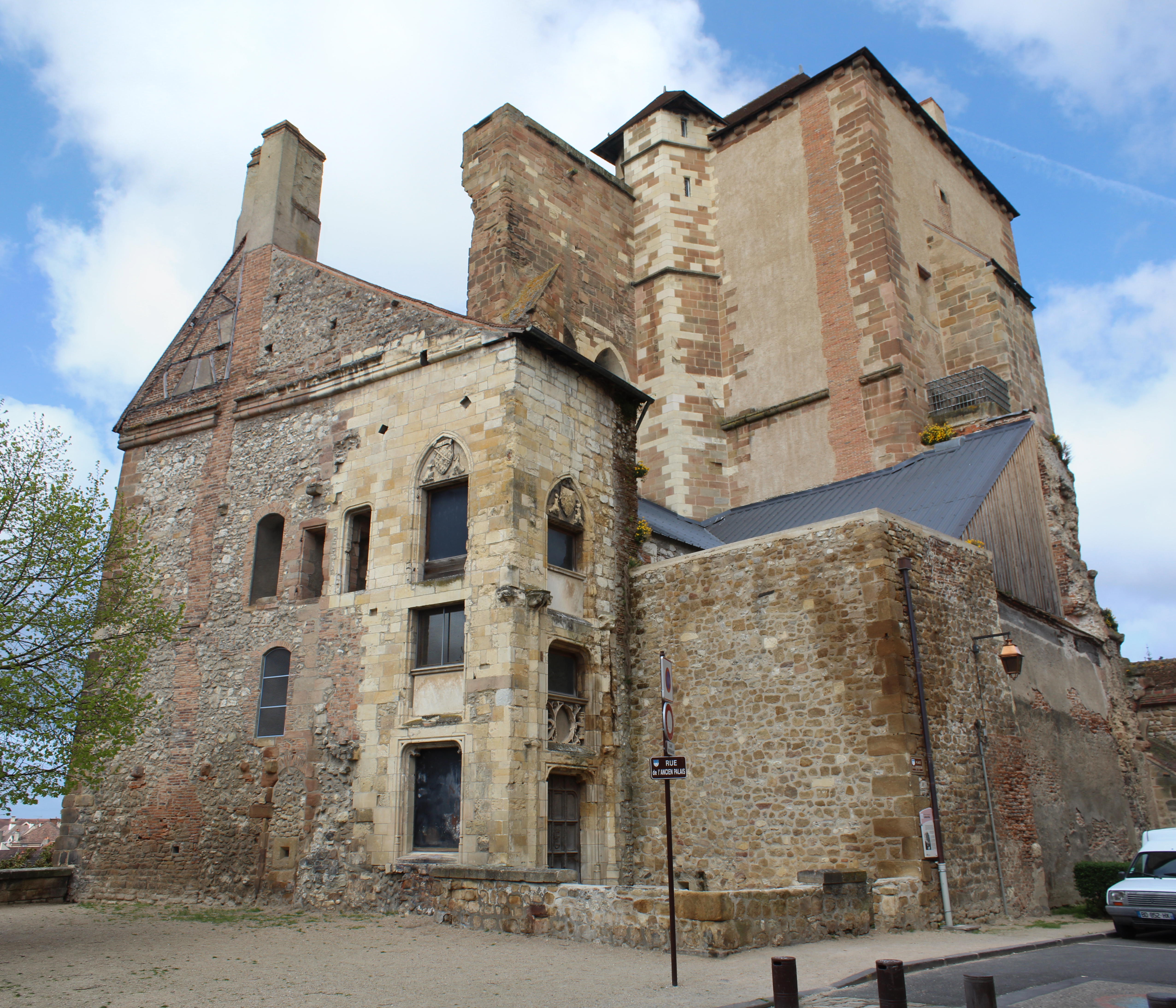
Palais du Bourbon

La Mal Coiffée / Ancien Palais du Bourbon war die Residenz der Herzöge von Bourbon in Moulins und ist nur noch teilweise erhalten.
Ludwig XIV. und später die Französische Revolution ließen viele der Verteidigungsanlagen, aber auch einstige Wohnanlagen schleifen. Vor den Westtürmen der Kathedrale Notre Dame de Moulins hat sich der älteste Teil der Residenz erhalten, der aus dem 14. Jahrhundert stammende Donjon, der den Namen „La Mal Coiffée“ (deutsch „Die schlecht Frisierte“) aufgrund der geknickten Dachschrägen trägt. Nördlich davon erstreckte sich einst der 1775 abgebrannte Residenzbau mit seinen Gemächern und Pavillons.
Nach dem Brand von 1775 wurde das Gebäude zu einem Gefängnis, in dem während der deutschen Besetzung vom 19. Juni 1940 bis zum 25. August 1944 Tausende von Mitgliedern der Résistance und Juden gefangen gehalten wurden. Zu den Gefangenen gehörte Maurice Tinland (1915–1963), Nachfolger von Jean Moulin als Leiter der Mouvements unis de la Résistance und von 1947 bis 1959 Bürgermeister von Moulins. Tinland wurde am 28. Januar 1944 verhaftet und während sieben Monaten physisch und psychologisch gefoltert, bis er am 25. August 1944 befreit wurde und die Befreiung der Stadt erleben konnte. Nach dem Zweiten Weltkrieg diente der Turm weiterhin als Gefängnis, bis 1984 in Yzeure eine neue Strafanstalt eröffnet wurde.